# Delphyne Peretto
Delphyne Peretto (Albertville, 9 de febrero de 1982) es una deportista francesa que compitió en biatlón.
Participó en los Juegos Olímpicos de Turín 2006, obteniendo una medalla de bronce en la prueba por relevos. Ganó dos medallas en el Campeonato Mundial de Biatlón, plata en 2007 y bronce en 2008.

## Palmarés internacional
| Juegos Olímpicos   | Juegos Olímpicos   | Juegos Olímpicos  | Juegos Olímpicos |
| Año                | Lugar              | Medalla           | Prueba           |
| ------------------ | ------------------ | ----------------- | ---------------- |
| 2006               | Turín (Italia)     | Medalla de bronce | Relevo           |
| Campeonato Mundial |                    |                   |                  |
| Año                | Lugar              | Medalla           | Prueba           |
| 2007               | Antholz (Italia)   | Medalla de plata  | Relevo           |
| 2008               | Östersund (Suecia) | Medalla de bronce | Relevo           |